# Alec Secăreanu
Alexandru "Alec" Secăreanu (pronunciación en rumano: /alekˈsandru sekəɾeˈanu/; Bucarest, 4 de diciembre de 1984) es un actor rumano. Obtuvo reconocimiento internacional por interpretar el papel de Gheorghe en la película God's Own Country de 2017.

## Biografía

### Primeros años
Secăreanu nació en 1984 en la ciudad de Bucarest. En 2007 se graduó de la Academia Caragiale de Artes Teatrales y Cinematografía 

### Trayectoria
Tras completar sus estudios de actuación, comenzó una carrera en el teatro, participando de obras presentadas en diferentes festivales y teatros, incluido el Teatro Nacional de Bucarest. Ganó notoriedad a finales de 2015, cuando interpretó a Tyler Durden en la adaptación teatral independiente de la novela Fight Club.
A partir de mediados de la década del 2000, Secăreanu comenzó a realizar participaciones en películas y series de televisión rumanas. En 2017, coprotagonizó la película dramática británica God's Own Country, dirigida por Francis Lee. Interpretó a Gheorghe Ionescu, un trabajador migrante rumano que comienza una relación con Johnny Saxby, un criador de ovejas de Yorkshire, interpretado por Josh O'Connor. Su trabajo en la cinta le valió una nominación a los Premios del Cine Independiente Británico (BIFA) de 2017 en la categoría de Mejor Actor.
Tras su papel en God's Own Country, comenzó a participar en una mayor cantidad de producciones de habla inglesa. En 2018 interpretó el papel de Luca en la película británica para televisión de la BBC Two, Doing Money.Al año siguiente formó parte del elenco de la primera temporada de la serie Baptiste, en la que interpretó el papel de Constantin Baracu.En 2020 protagonizó la película de terror Amulet dirigida por Romola Garai, y trabajó nuevamente con Francis Lee en la película Ammonite protagonizada por Kate Winslet y Saoirse Ronan, en la cual encarnó el papel de Dr. Lieberson.
Asimismo en 2020, actuó como antagonista de Strike Back: Vendetta, octava y última temporada de la serie británico-estadounidense, Strike Back. En 2023 protagonizó la miniserie rumana de HBO Max, Espía/Maestro, en la cual encarnó a Victor Godeanu, el asesor personal del dictador Nicolae Ceaușescu que busca desertar de la República Socialista de Rumania.

## Filmografía

### Cine
| Año  | Título                                            | Papel                    | Notas                    |
| ---- | ------------------------------------------------- | ------------------------ | ------------------------ |
| 2013 | Treizeci                                          | Răzvan                   | Cortometraje             |
| 2014 | Love Bus: cinci povești de dragoste din București | George                   |                          |
| 2015 | Candy Crush                                       | George                   | Cortometraje             |
| 2016 | Minte-mă frumos în Centrul Vechi                  | Barman                   |                          |
| 2016 | Tudo                                              | Seba                     |                          |
| 2016 | Love                                              |                          | Cortometraje             |
| 2016 | Chosen                                            | Schacht                  |                          |
| 2017 | God's Own Country                                 | Gheorghe Ionescu         |                          |
| 2017 | The Best Customer                                 | Oficial de policía (voz) | Corto animado            |
| 2018 | Doing Money                                       | Luca                     | Película para televisión |
| 2020 | Amulet                                            | Tomaz                    |                          |
| 2020 | Ammonite                                          | Dr. Lieberson            |                          |
| 2020 | The Bike Thief                                    | The Rider                |                          |

### Televisión
| Año  | Título                   | Rol               | Notas                     |
| ---- | ------------------------ | ----------------- | ------------------------- |
| 2016 | Daria, iubirea mea       | Florin Cernea     |                           |
| 2007 | Cu un pas înainte        |                   |                           |
| 2007 | Un paso adelante         |                   | 2 episodios               |
| 2011 | Pariu cu viața           |                   | 2 episodios               |
| 2014 | Fetele lu' dom' Profesor | Marcel            |                           |
| 2017 | The Saint                | Bashir            | Película para televisión  |
| 2019 | Baptiste                 | Constantin Baracu |                           |
| 2020 | Strike Back: Vendetta    | Zayef Hiraji      | Antagonista; 7 episodios  |
| 2021 | RUXX                     | Andrei Dobrev     | 8 episodios               |
| 2023 | Spy/Master               | Victor Godeanu    | Protagonista; 6 episodios |
| 2023 | Happy Valley             | Darío Knezevic    | 6 episodios               |

## Premios y nominaciones
| Otorgar                                  | Año  | Categoría                            | Trabajo nominado | Resultado | Ref.          |
| ---------------------------------------- | ---- | ------------------------------------ | ---------------- | --------- | ------------- |
| Premios del Cine Independiente Británico | 2017 | Mejor actor                          | Tierra de Dios   | Nominado  | [ 14 ]        |
| Premios Apolo de Cine LGTB               | 2017 | Mejor pareja (junto a Josh O'Connor) | Tierra de Dios   | Ganadores | [ 15 ] [ 16 ] |
| Premios Apolo de Cine LGTB               | 2017 | Mejor actor                          | Tierra de Dios   | Nominado  | [ 15 ] [ 16 ] |